# Adi Da Samraj
Adi Da Samraj (nato Franklin Jones; New York, 3 novembre 1939 – Naitauba, 27 novembre 2008) è stato una personalità religiosa e artista statunitense.

## Biografia
Nasce in una famiglia protestante: il padre era un rappresentante di commercio e la madre Dorothy Jones casalinga. Frequenta con i genitori la Chiesa Luterana locale. Studia alla Columbia University fino alla laurea in filosofia, seguita da un master sulla letteratura inglese alla Stanford University. Durante questo periodo sperimenta in profondità l'uso e i risultati provenienti da molte droghe in voga a quel tempo. Studia testi sull'ermetismo per dare un senso a quelle esperienze. Seguendo i suggerimenti di una visione che avrebbe avuto a quel tempo,  cerca un maestro spirituale, che trova a New York, nel 1964. Diventa così uno studente di Albert Rudolf, un mentore spirituale molto conosciuto nell'ambiente del Greenwich Village. Sperimenta varie forme di meditazione.  Si sposa con Nina Davis e insieme a lei si unisce alla Chiesa di Scientology. I due si separeranno da Scientology dopo solo un anno per continuare il loro rapporto con Swami Muktananda. Quella associazione durerà fino al 1969, quando Franklin riceve dallo Swami l'autorizzazione ad insegnare e ad iniziare gli altri nel Siddha Yoga. Lasciando definitivamente il rapporto con Swami Muktananda, si reca in pellegrinaggio nei luoghi europei delle apparizioni mariane. Al termine di questa esperienza torna a New York per poi stabilirsi con Nina a Los Angeles.

## Maestro spirituale

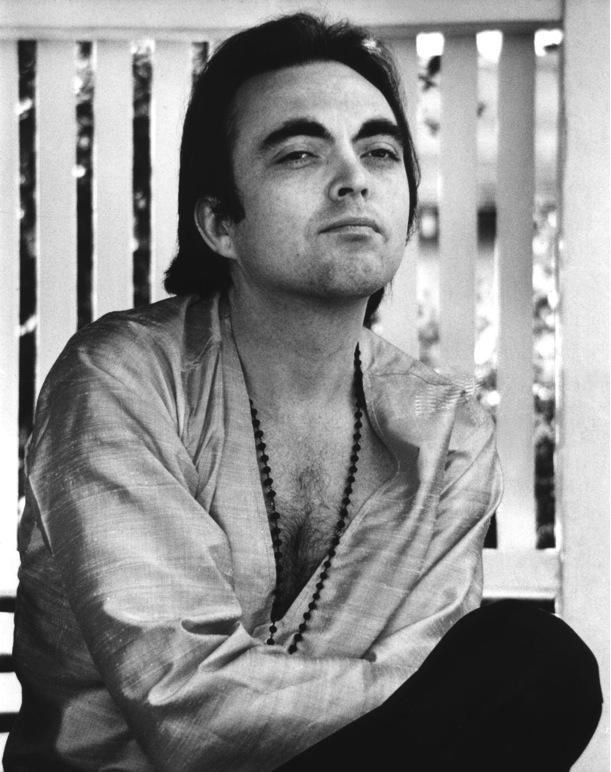
AdiDa nel 1973

Nel settembre del 1970 dichiara di aver realizzato “Il Luminoso”, nel corso di una meditazione nel tempio appartenente alla Vedanta Society a Hollywood. Nel 1972 scrive la sua autobiografia intitolata The Knee of listening ed inizia il suo insegnamento tenendo discorsi e conferenze; assume lo stato di perenne povertà e delega ai suoi studenti la responsabilità della sua sopravvivenza.
Il suo carisma attira una audience sempre più numerosa. Le riunioni sono tenute secondo uno stile indiano, con Adi Da seduto su un divano arredato con fiori e il pubblico su tappeti a gambe incrociate nella posizione del loto. Il suo insegnamento incorpora orientamenti tradizionali di Advaita Vedanta o comunque di scuola induista, pur esprimendo opinioni ispirate alla cultura occidentale sia spirituale che secolare. Diviene così il primo occidentale conosciuto per l'insegnamento di meditazioni e principi d'ispirazione orientale, in un momento storico in cui quelle discipline registrano un interesse crescente.
Alcuni partecipanti a quelle sedute riportano che Adi Da dimostrava una particolare abilità nell'indurre in loro effetti di ispirazione “shaktipat” secondo la tradizione indiana dello yoga. Nel 1973 fonda un movimento religioso a cui dà il nome di “Dawn Horse Communion”.  Nello stesso anno si separa definitivamente dal legame con Swami Muktananda, pur affermando di ritenerlo ancora un suo maestro spirituale. Divorzia da Nina, che rimarrà tuttavia sua devota fino alla sua morte.

Nel 1974 la comunità si sposta nella zona californiana di Lake County, dove acquisisce una residenza termale in disuso chiamata “Persimmon” nei primi tempi e poi “Mountain of Attention”, nome ancora attuale.

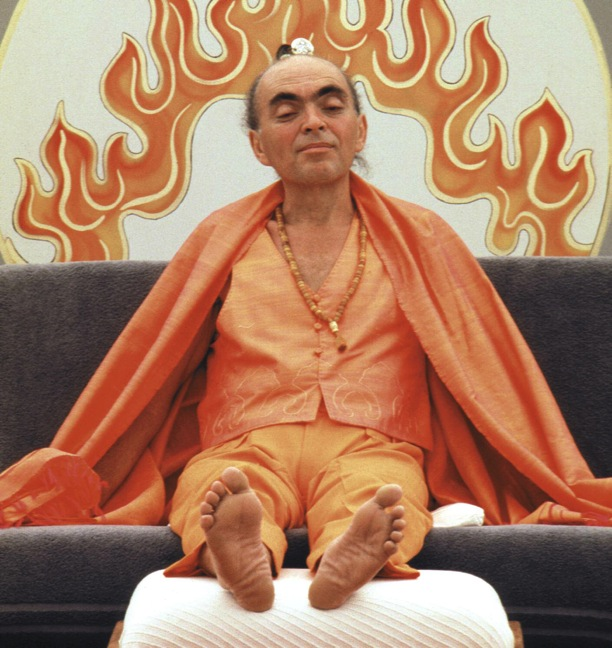
AdiDa nel 1986

## Crazy Wisdom
Nel 1973 inizia ad usare modalità di insegnamento non convenzionali, nella tradizione del “crazy wisdom” o “saggezza folle”. È una tradizione usata da maestri yoga per risvegliare una forma di auto-consapevolezza nei discepoli. Alcuni suoi studenti riferiscono di aver avuto profonde esperienze metafisiche in sua presenza. Altri studenti presenti a quegli stessi eventi rimangono scettici e non riferiscono alcuna esperienza straordinaria o spirituale. Lo stesso metodo di “saggezza folle” presenta anche il tentativo di sovvertire la morale convenzionale e i contratti sociali, con la partecipazione di tutti nella pratica di intensa sessualità, uso di droghe per lo più leggere e alcol.
Nel 1983 una quarantina di suoi devoti si trasferiscono sull'isola di Naitauba, nelle Isole Figi, grazie alla donazione di Neal Stewart, un devoto, che la acquista dall'attore Raymond Burr. L'isola diventa quindi il principale luogo di eremitaggio della comunità.

## Le controversie
Il suo insegnamento anticonvenzionale suscita reazioni negative nell'opinione pubblica e anche querele per abusi sessuali. Tutto ciò attira nel 1985 l'attenzione dei media, soprattutto di quelli californiani come il San Francisco Chronicle, il San Francisco Examiner e altri quotidiani. Un canale televisivo nazionale The Today Show  mette in onda una inchiesta molto negativa sulla sua comunità. Le inchieste dei media cessano dopo una indagine pubblicata sul San Francisco Chonicle a firma Kathy Butler, del tutto favorevole alla comunità di Adi Da. Le controversie legali, avviate o minacciate che impegnano il gruppo di Adi Da a metà degli anni '80 si concludono tutte con accordi finanziari Dopo quel periodo e fino alla morte di Adi Da nel 2008, non si registra alcuna ulteriore controversia legale.

## Gli ultimi anni
Verso la fine del secolo si ritira nel suo eremitaggio di Naitauba nelle isole Figi. Assume una vita semplice, da eremita e rinunciatario. Si nutre di sola frutta cruda e parla raramente ai suoi devoti. Scrive molti appelli alla pace nel mondo, fra cui il volume Not Two Is Peace, come invito all'umanità a vivere secondo i principi del cooperativismo. Si dedica al completamento del suo volume più esaustivo, The Aletheon, di oltre duemila pagine.
Scrive Adi Daː “É consuetudine che gli uomini di Dio lascino il corpo nel momento giusto e improvvisamente”. Il 28 novembre del 2008, nel suo studio di Naitauba, dopo aver scritto la parola “fine” al suo Aletheon e aver registrato un suo ultimo discorso ai suoi devoti, muore lasciandosi cadere sul pavimento.

## La Filosofia
Il suo pensiero filosofico porta con sé un concetto orientale: la vita umana ha lo scopo di realizzare l'illuminazione spirituale, ossia il risveglio in quella realtà che è anche lo stato naturale e originario degli esseri umani, anche se momentaneamente oscurato. La funzione di maestro riferita a lui emerge in questa sintesi fra il filosofico e lo spirituale, secondo la quale tutto e tutti siamo solo forme temporanee di energia, coscienza, raltà; la quasi totalità degli esseri umani ignora questa premessa e considera la realtà come qualcosa di separato dal proprio sé o ego.
Egli sviluppa una mappa della evoluzione potenziale umana, a cui dà la definizione dei “i sette stadi della vita”.
- Primo stadio: individuazione, riconoscimento e sviluppo del corpo fisico
- Secondo stadio:  socializzazione, emotività, sviluppo relazionale
- Terzo stadio: integrazione e sviluppo mentale

I primi tre stadi dovrebbero concludersi con il ventunesimo anno di vita e riguardano solo lo sviluppo fisico
- Quarto stadio: spiritualizzazione, comunione con il Divino
- Quinto stadio: ascesa spirituale
- Sesto stadio: realizzazione nella coscienza

Questi tre ultimi non possono essere contenuti in termini temporali, brevi o lunghi. Sono i più alti stadi raggiungibili nella condizione umana e includono i livelli dei santi, yoghi e saggi fra cui figure religiose come il Buddha e Gesù di Nazareth.
- Settimo stadio: illuminazione divina e risveglio da ogni limitazione egotistica e temporale[23]

I cinque insegnamenti della realtà da lui indicati come fondamentali nella visione esoterica della realtà, sono analoghi agli insegnamenti della Advaita Vedanta e in particolare alla testimonianza di Ashtavakra, grande maestro dell'antichità induista
1. Tu non sei colui che è sveglio, o che dorme o che sogna
2. Tu sei il semplice testimone dei tre stati comuni di veglia, sonno e sogno
3. Tu non sei il corpo, o colui che agisce in alcuna della azioni o delle funzioni della mente e del corpo
4. Tu non sei la mente, o colui che pensa, o colui che agisce in alcuna delle azioni o delle funzioni della mente o del corpo-mente
5. A prescindere da tutto quello che appare in uno dei tre stati di veglia, di sonno o di sogno, tu sei il semplice testimone, privo di azione e di forma, e di ogni pensiero e dell'attenzione stessa; privo di ogni apparente oggetto dell'attenzione, come di qualunque altro stato di esperienza e della totalità di ciò che può apparire[25]

## Artista visivo
È autore di oltre 60 000 immagini fotografiche, digitali e su tela, con esposizioni temporanee in gallerie private e pubbliche, in America, Sud America ed Europa.
Nel 2007 le opere di Adi Da sono incluse in una mostra collaterale ufficiale alla Biennale di Venezia curata dallo storico dell'arte Achille Bonito Oliva, che ha scritto nel suo intervento in catalogo: “Adi Da Samraj ha ideato un nuovo uso della geometria".
Nel 2015 si apre una sua mostra al Bargello di Firenze strutturata con un parallelo tra l'arte contemporanea e l'arte rinascimentale, giustapponendo l'Ultima Cena di Domenico Ghirlandaio alle opere monumentali di Adi Da.

## Critiche e controversie
Nel periodo 1980 – 1990, Ken Wilber, filosofo e autore di molti volumi a tema esoterico, ha scritto un buon numero di recensioni entusiastiche sulle pubblicazioni di Adi Da, raccomandandolo ai suoi stessi lettori. Successivamente inizia ad alternare critiche con gli elogi: “ ...[Adi Da] per mia opinione, è uno dei maggiori realizzatori spirituali di tutti i tempi, tuttavia alcuni aspetti della sua personalità sono al di sotto dei suoi più alti livelli”
Georg Feuerstein, studioso di yoga e religioni, dopo un periodo di formale affiliazione ad Adi Da, si dissocia e diviene critico con un suo volume del 1991
Scott Lowe, studioso di religioni asiatiche, anche lui per un periodo devoto di Adi Da, scrive poi un saggio molto negativo su di lui.
Jeffrey Kripal, studioso di religioni orientali, scrive sul retro copertina del volume di Adi Da The Knee of Listening “l'insegnamento di Adi Da è, secondo me,  il più sofisticato in senso filosofico, il più stimolante in senso culturale, il più creativo nella letteratura inglese attualmente disponibile”.
Gabriel Cousens, medico omeopatico, ha scritto “ho approfondito la mia esperienza di Lui in quanto dono divino nel contesto della dimensione cosmica”.Cousens parla ancora di Adi Da nel suo libro “Spiritual Nutrition”.
Elisabeth Kubler Ross, psichiatra e scrittrice, scrive questa recensione sul retro copertina del volume di Adi Da, “Easy Deathː "... una conferma che la vita piena di amore anziché di paura, può dare un vero senso alla vita e anche alla morte. Grazie per questo capolavoro”

## La sua eredità

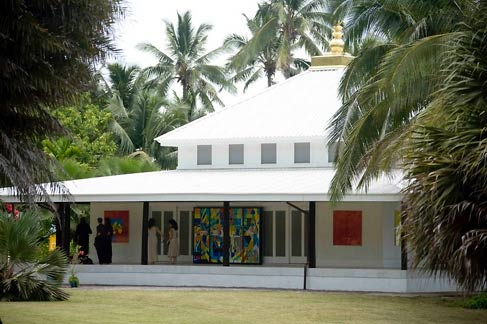
temple at Adi Da Samrajashram

- Una organizzazione di suoi devoti chiamata Adidam guida i centri per lo studio di Adidam[36], tra cui:
- Adi Da Samrajashram, Isola di Naitauba nelle Figi Island[37]
- The Sundaram Hermitage, nel Nord della California
- Ruchira Dham Hermitage, in Lopez Island, Washington State
- The Mountain of Attention Sanctuary, nel Nord della California
- The Love-Ananda Mahal, nelle Isole Hawaii
- European Danda, in Olanda del Sud[38]

## Scritti
- Garbage and the goddess : the last miracles and final spiritual instructions of Bubba Free John, Middletown, Calif., Dawn Horse Press, 1974.
- The Paradox of Instruction: An Introduction to the Esoteric Spiritual Teaching of Bubba Free John, Middletown, Calif., Dawn Horse Press, 1977, ISBN 978-0913922279.
- The Eating Gorilla Comes in Peace: The Transcendental Principle of Life Applied to Diet and the Regenerative Discipline of True Health, Middletown, Calif., Dawn Horse Press, 1979, ISBN 978-0913922194.
- Scientific Proof of the Existence of God Soon Be Announced By The White House, Middletown, Calif., Dawn Horse Press, 1980, ISBN 9780913922484.
- Crazy Da Must Sing Crazy Da must sing, inclined to his weaker side : confessional poems of liberation and love, Learlake, Dawn Horse Press, 1982.
- Look on the Sunlight on the water, Clearlake, Dawn Horse Press, 1983.
- The dreaded gom-boo, or, The imaginary disease that religion seeks to cure : a collection of essays and talks on the "direct" process of enlightenment, Clearlake, Dawn Horse Press, 1983.
- God is not a Gentleman and I Am That One, Clearlake, Dawn Horse Press, 1983.
- Look on the Sunlight on the water città=Clearlake, Dawn Horse Press, 1984.
- Love of the Two Arms Form, Clearlake, Dawn Horse Press, 1985.
- The Da Upanishad, Clearlake, Dawn Horse Press, 1989, ISBN 9780918801159.
- The Ego-I is the Illusion of Relatedness, Clearlake, Dawn Horse Press, 1991, ISBN 9780918801326.
- The Hearth's Shout, Clearlake, Dawn Horse Press, 1993, ISBN 9781570970191.
- The Art and Yoga of Sexual Practice, Middletown, Calif., Dawn Horse Press, 1994, ISBN 9780918801975.
- The method of the Siddhas : talks on the spiritual technique of the saviors of mankind, Middletown, Calif., Dawn Horse Press, 1995, ISBN 9781570970153.
- Drifted in the Deeper Land, Middletown, Calif., The Dawn Horse Press, 1997, ISBN 9781570970375.
- Eleutherios, Middletown, Calif., Dawn Horse Press, 1998, ISBN 9781570970542.
- I Give you the Gift of One-Another, Middletown, Calif., Dawn Horse Press, 2000, ISBN 9781570970832.
- The Seven Stages of Life: Transcending the Six Stages of Egoic Life, and Realizing the Ego-Transcending Seventh Stage of Life, Clearlake, Dawn Horse Press, 2000.
- Death Is a living process, Middletown, Calif., Dawn Horse Press, 2000, ISBN 9781570970856.
- The knee of listening, Middletown, Calif., Dawn Horse Press, 2004, ISBN 9781570971679.
- The Dawn Horse Testament of the Ruchira Avatar, Middletown, Calif., Dawn Horse Press, 2004, ISBN 9781570971686.
- The Mummery book, Middletown, Calif., Dawn Horse Press, 2005, ISBN 9781570971754.
- Easy Death, Middletown, Calif., Dawn Horse Press, 2005.
- The Ancient Walk-about Way, Middletown, Calif., Dawn Horse Press, 2006, ISBN 1570972214.
- Perfect Philosophy, Middletown, Calif., Dawn Horse Press, 2007, ISBN 9781570972317.
- The Complete Yoga of Human Emotional-Sexual Life, Middletown, Calif., Dawn Horse Press, 2007, ISBN 9781570972355.
- Aesthetic Ecstasy, Middletown, Calif., Dawn Horse Press, 2008.
- Perfect Abstraction: new essays written for trascendental realism, Middletown, Calif., Dawn Horse Press, 2008, ISBN 9781570972508.
- Green Gorilla, Middletown, Calif., Dawn Horse Press, 2008, ISBN 9781570972560.
- The Aletheon, Middletown, Calif., Dawn Horse Press, 2009, ISBN 9781570972744.
- The Eternal One, Middletown, Calif., Dawn Horse Press, 2009, ISBN 9781570972744.
- Trascendental Realism the image-art of egoless coincidence with reality itself, Middletown, Calif., Dawn Horse Press, 2010, ISBN 9781570972850.
- The Gnosticon, Middletown, Calif., Dawn Horse Press, 2010, ISBN 9781570972744.
- Recognition of Me Is Liberation, Middletown, Calif., Dawn Horse Press, 2010, ISBN 9781570972744.
- The Pneumaton, Middletown, Calif., Dawn Horse Press, 2011, ISBN 9781570972744.
- Prior Unity: the basis for a new human civilization, Middletown, Calif., Dawn Horse Press, 2011, ISBN 9781942789000.
- No-Two Is Peace, Middletown, Calif., Dawn Horse Press, 2019, ISBN 9781942789055.
- Unità A-priori, Is Peace 723, 2020, ISBN 978-9051340099.